# Lóegaire Búadach
Nel Ciclo dell'Ulster della mitologia irlandese Lóegaire Búadach (Lóegaire il Vittorioso) è uno sfortunato guerriero dell'Ulster. Visse a Inber Seimne (Larne, nella contea di Antrim). Quando il poeta Aed, gettato nel lago che si trovava nei pressi della casa di Lóegaire con l'accusa di adulterio consumato con la moglie di Conchobar, Mugain, gridò chiedendo aiuto, Lóegaire si precipitò a salvarlo, sbattendo però la testa contro lo stipite superiore della porta. Affrontò 30 soldati e salvò la vita di Aed prima di morire.